# Centre-Val de Loire
Centre ili Centar je regija Francuske koja se sastoji od šest departmana.

## Povijest
1429. godine, za vrijeme Stogodišnjeg rata, kod Orléansa se odigrala bitka, gdje je francuska vojska na čelu s Ivanom Orleanskom izbacila Engleze iz Francuske.
Regija se sastoji od četiri povijesne francuske provincije:
- Orléanais
- Touraine
- Berry
- i dio provincije Perche (ostatak provincije Perche se nalazi u Donjoj Normandiji i Regiji Loire)

## Administracija
Regionalno vijeće se sastoji od 77 mjesta.
Nakon lokalnih izbora 2004. raspored je ovakav:
- koalicija PS-Les Verts-PRG-PCF ima 48 zastupnika
- koalicija UMP-UDF ima 20 zastupnika
- FN ima 9 zastupnika

## Zemljopis
Glavno obilježje regije Centre je dolina Loire. To je plodno zemljište kroz koje protječe rijeka Loire.
Regija Centre graniči s regijama Auvergne, Burgundija, Île-de-France, Limousin, Gornja Normandija, Donja Normandija, Regija Loire i Poitou-Charentes.

## Gospodarstvo
Regija Centre je prva u Europi po proizvodnji žitarica i peta po redu industrijska regija Francuske.
2004. godine, ova regija je bila :
- prva regija po proizvodnji lijekova
- druga regija po proizvodnji kozmetičkih proizvoda
- druga regija po prizvodnji električne energije
- četvrta regija po High-Tech industriji

Osovina Orléans-Chartres se naziva kozmetička dolina zbog velikog broja industrije tog tipa.

## Stanovništvo
Pokrajina je treća u Francuskoj po broju stanovnika. Od 1990. do 1999. prosječni rast stanovništva godišnje je bio 0,32%.
Mjesta u regiji s najvećim brojem stanovnika (1999.) :
- Tours (368 395 stanovnika)
- Orléans (324 533 stan.)
- Bourges (123 055 stan.)
- Chartres (116 584 stan.)
- Blois (111 529 stan.)
- Châteauroux (84 903 stan.)
- Montargis (63 275 stan.)
- Dreux (61 145 stan.)

## Vanjske poveznice
- Službena stranica regionalnog vijeća  Arhivirana inačica izvorne stranice od 11. kolovoza 2006. (Wayback Machine)
- Stranka turističkog ureda  Arhivirana inačica izvorne stranice od 3. kolovoza 2006. (Wayback Machine)

|  | Portal Francuske – Pristup člancima s tematikom o Francuskoj. |